# パイプカッタ

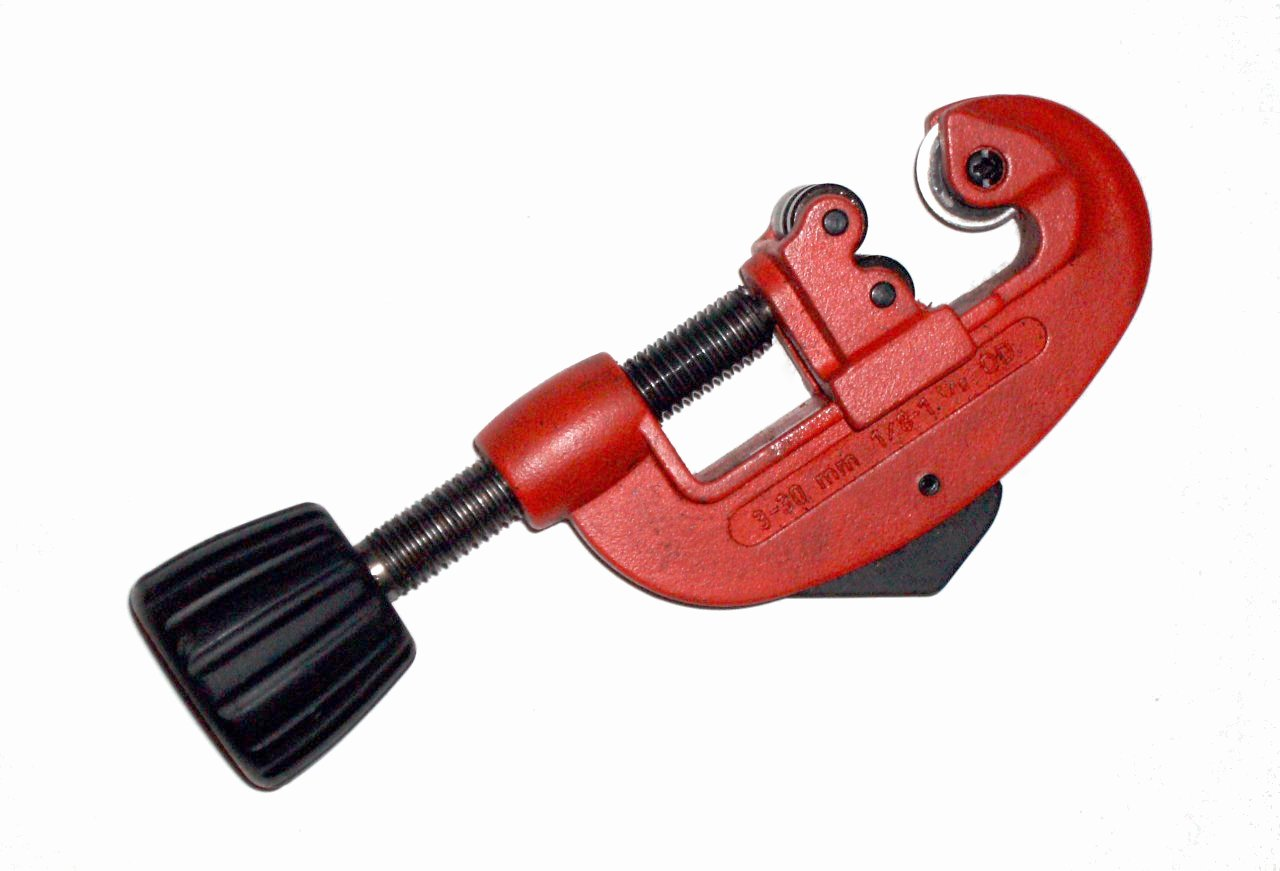
鋼管用パイプカッタ

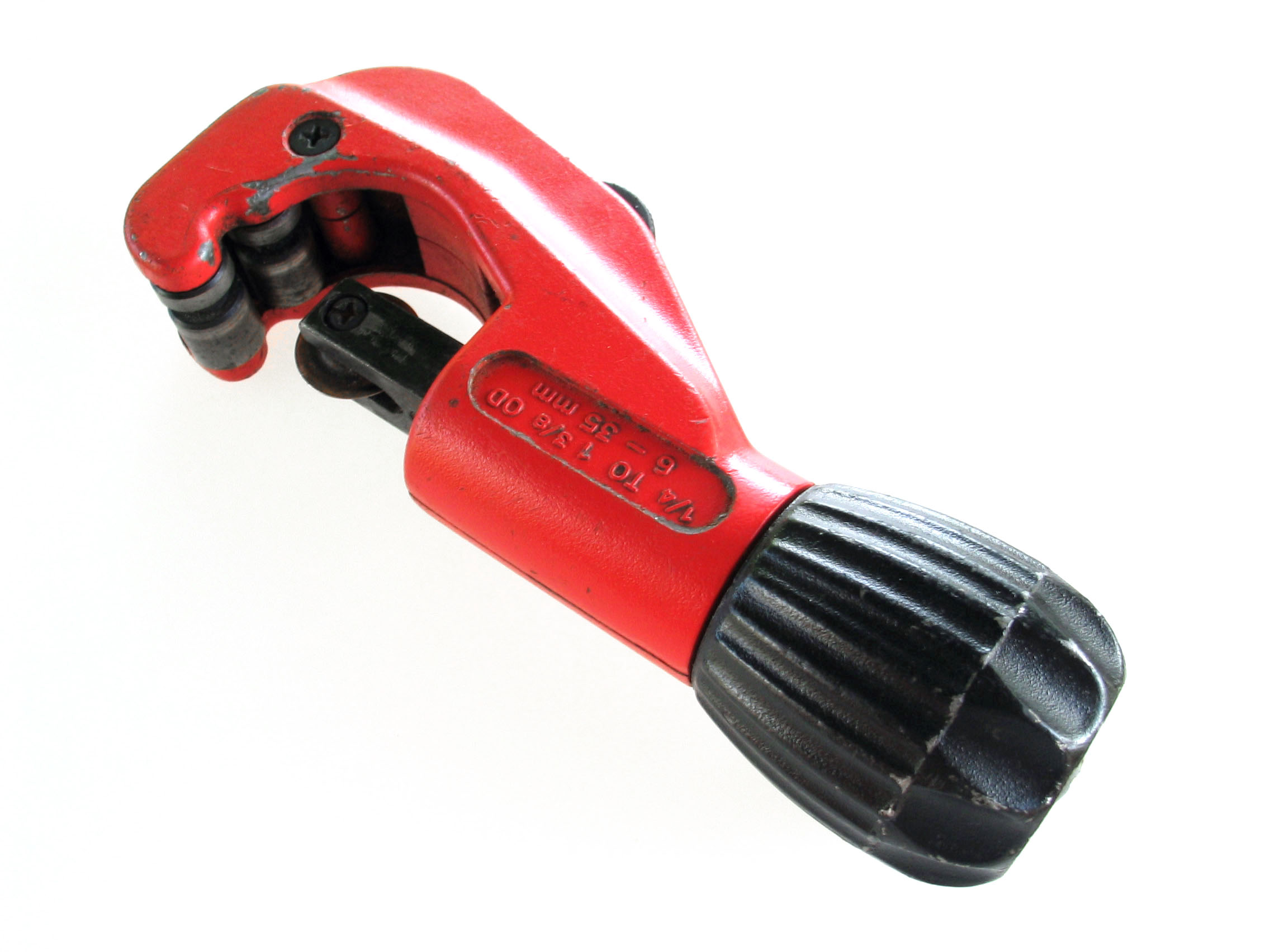
チューブカッター

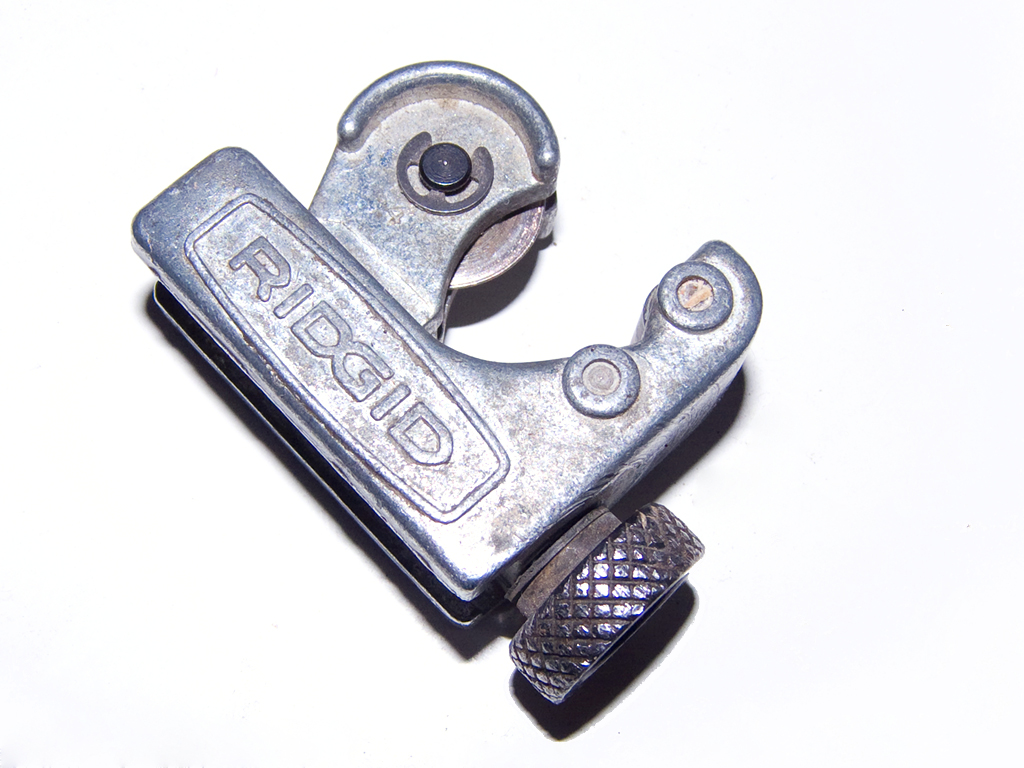
チューブカッター

パイプカッタ（英語: pipe cutter）またはパイプカッターとは、カッターホイールと呼ばれる周囲が鋭いクサビ形状をした円盤状の刃を、パイプに食い込ませた状態で工具をパイプの周囲を回転させて塑性切断を行う配管作業に使用される工具。チューブカッタとも呼ばれる。
パイプカッタは、カッターホイールと管を受ける側のローラーで管を挟み、ハンドルで押しねじを徐々に回してカッターホイールを管に押し込む。基本タイプとして2種類があり、1枚の刃と2個のローラーからなるものと、3枚の刃からなるものがある。3枚刃のタイプは、カッタを3分の1回転往復させて使用する為、早くまた障害物でカッタを１回転できない場所での使用に便利である。他の切断工具に比べ切り粉を出さずにきれいな切断面が得られる反面、管の内側にだれたバリをリーマで取り除く必要がある。切断対象が、配管用炭素鋼鋼管（水道管）・ガス管等の鋼管が主であるパイプカッタは、本体が強度のある鋳造品である。銅管用のパイプカッタは「チューブカッタ」とも呼ばれる  。
パイプカッタとチューブカッタの違いは、パイプカッタは、鋼・真鍮・銅・錬鉄・鉛でできているパイプ（管）を切るのに用いられ、チューブカッタは、鉄・鋼・真鍮・銅・アルミニウムでできているチューブ（管）を切るのに用いられる。パイプとチューブの最も重要な違いは、チューブがかなり薄い肉厚であり軽荷重で切断できるということである。両カッタの大部分は密接に似ているが、チューブカッタはパイプカッタより小さく、チューブカッタのセンターからずれた切欠き付きの2個のローラーは、銅管のフレア部を管の無駄なしで切るのに有効である。
銅管用のチューブカッタは小型サイズが普及しており本体の材質はアルミ合金である。切断後の管内側に出来るバリを除去する為のリーマが本体に内蔵されている場合が多い。リーマの方式も開発当時のナイフ刃形状からスクレイパ方式に変化している。大きいサイズは、刃物を取り付けているシャフト部分がワンタッチでスライドするクイックアクション機構が付いていて刃をすばやく管の切断位置に移動させることが出来る。近年管材質の変化により、カッターホイールの材質や形状を変えることにより、ステンレス管用や樹脂管（水道用硬質塩化ビニル管・ポリエチレン管・ポリブテン管等）用と用途が拡大している。カッタを回転させる時の力を軽くする為、ローラーにベアリングを使用している物もある。これら軽切断荷重用の物の本体は、アルミ鋳造品やアルミダイカスト品である。
その他の方式にリンク型・門型等用途に合わせて色々なタイプとサイズが各メーカーから出ている 。

## 主なメーカー
スーパーツール・アサダ・REED（リード）・RIDGID（リッジ）・IMPERIAL（インペリアルStride Tool Inc.）